# Nola fuscimarginalis
Nola fuscimarginalis är en fjärilsart som beskrevs av Alfred Ernest Wileman 1914. Nola fuscimarginalis ingår i släktet Nola och familjen trågspinnare. Inga underarter finns listade i Catalogue of Life.